# 康延壽
康延寿，（？—981年）字胤昌，辽国军事人物。康默记的孙子。汉族。

## 经历
少年倜傥，曾对亲近者说：“大丈夫为将，当效节边垂，马革裹尸 。”辽景宗特授干牛卫大将军。宋朝军队攻辽南京时，诸将排成阵列，康延寿独自出阵奋战，宋军大溃败。因此功遥授保大军节度使。乾亨三年去世。

## 传記資料
- 《辽史》卷74 列传第4